# مائير روزن
مائير روزن (بالعبرية: מאיר רוזן‏) (و. 1931 – 2015 م) هو دبلوماسي، ومحامي إسرائيلي، ولد في ياش، توفي عن عمر يناهز 84 عاماً.

## مناصب
تولى منصب سفير
.